# Clusia paralicola
Clusia paralicola là một loài thực vật có hoa trong họ Bứa. Loài này được G.Mariz mô tả khoa học đầu tiên năm 1972.